# Дом Костровицкой
Дом Костровицкой — бывший доходный дом в стиле модерн в Минске, располагается на пересечении Володарского и ул. Кирова 26/11, историко-культурная ценность регионального значения.

## История
Построен в 1911 г. (архитектор О. Краснопольский) в стиле модерн. Старый адрес — Магазинная, 5 — угол Серпуховской и Магазинной. Дом Ядвиги Костровицкой (1867—1935), сестры председателя (1907—1921) Минского общества сельского хозяйства Эдварда Войниловича (1847—1928).
На 1-м этаже располагалось управление Либаво-Роменской железной дороги, аптека, общества взаимопомощи железнодорожников, на остальных — жилые помещения.
В советское время в доме располагались комиссионный магазин и кафе. Сейчас в здании располагается салон мебели и кафе.

## Архитектура
Дом представляет собой трёхэтажное каменное П-образное в плане здание, поставленное на высокий цоколь. Объёмно-планировочная композиция состоит из трёх частей: угловой и двух фронтальных (по ул. Кирова и Володарского), фасады которых оформлены различными по конфигурации оконными и дверными проёмами, балконами, декоративным орнаментом, разнообразными керамическими вставками, фактурными оштукатуренными слоями. Художественная выразительность достигается сочетанием неоштукатуренных плоских стен из терракотового кирпича и побеленных оштукатуренных простенков, карнизов. Центр фасада, ориентированного на ул. Кирова, выдвинут объединенными по вертикали оконными проемами и завершён полуциркульным аттиком. Стены фасада, ориентированного на ул. Володарского, завершены 2 трапециевидными аттиками, крыша — трапециевидным фонарем. Угол здания срезан, а на уровне второго этажа создан эркер, над ним — 3-гранный объём, который завершался башенкой (не сохранилась).